# Pawlo Skoropadskyj

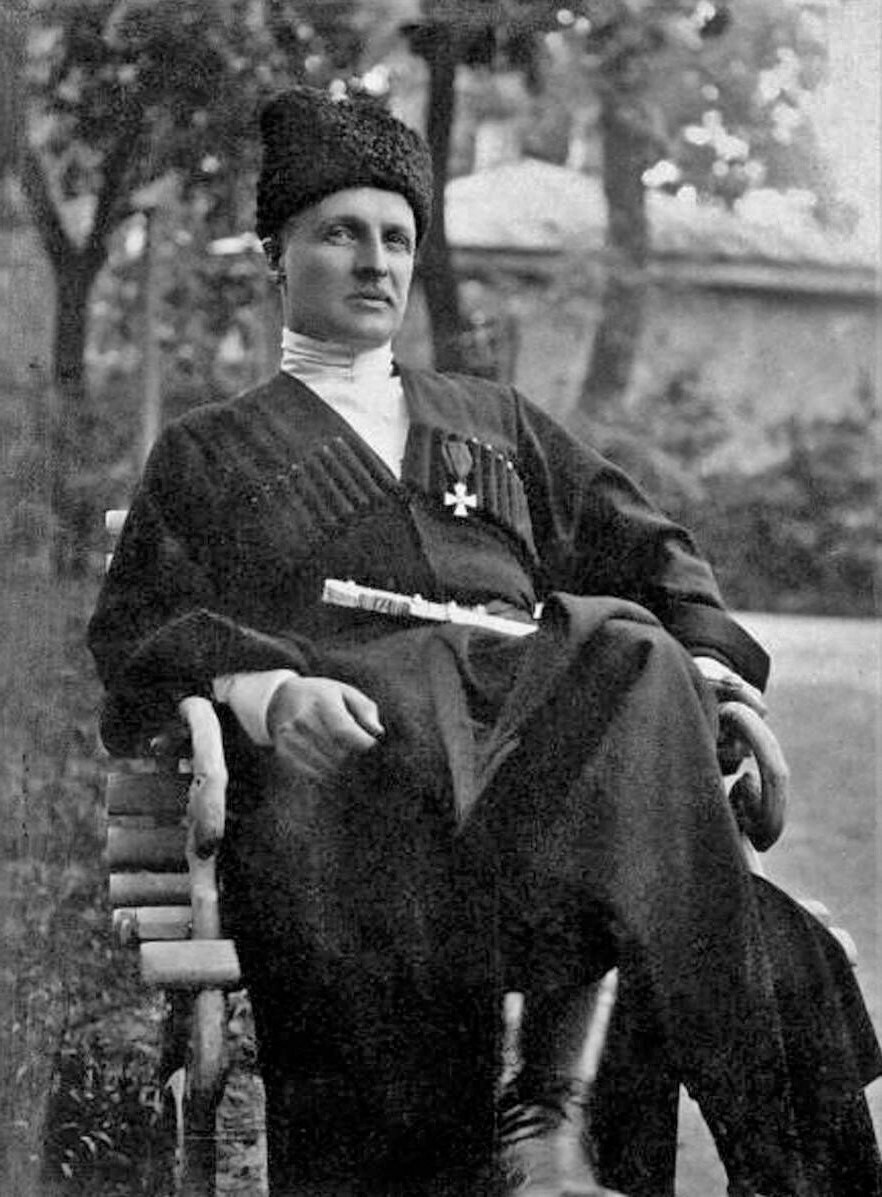
Pawlo Skoropadskyj um 1920

Pawlo Petrowytsch Skoropadskyj (ukrainisch Павло Петрович Скоропадський, wiss. Transliteration Pavlo Petrovyč Skoropadsʹkyj; * 15. Mai 1873 in Wiesbaden; † 26. April 1945 in Metten) war kaiserlich-russischer General, Großgrundbesitzer und ukrainischer Politiker. Gegen Ende des Ersten Weltkrieges war er als vom Deutschen Kaiserreich gestützter Hetman das Staatsoberhaupt des Ukrainischen Staates.

## Leben

Wappen der Skoropadskys

Pawlo Skoropadskyj entstammte der poltawaischen Adelsfamilie der Skoropadskyj, zu der auch der Hetman der Saporoger Kosaken Iwan Skoropadskyj zählte. Er wurde als Sohn eines Obersten der Garde-Kavallerie Peter Iwanowitsch Skoropadskyj (1834–1885) und der Maria Andrejewna, der Tochter des Porzellanfabrikanten A. M. Miklaschewski, geboren.

### Frühe Karriere
Er besuchte ab 1886 ein Gymnasium in Starodub und absolvierte 1893 die Kadettenschule des Pagenkorps in Sankt Petersburg. Nach zwei Jahren wurde er dem Regiment des Pagenkorps als Adjutant zugewiesen. Am Ende des Kurses wurde er am 7. August 1893 als Kornett des Garde-Kavallerie-Regiments ausgemustert. Mit 1. Dezember 1896 wurde er zum Regimentsadjutanten ernannt und am 17. April 1897 wurde er als Lehrer der Regimentsschule zugelassen. Im Dezember 1897 wurde er zum Leutnant und 1901 zum Stabskapitän befördert.
1897 schloss Skoropadsky die Ehe mit Alexsandra Petrowna Durnovo, einer Tochter von Pjotr Pawlowitsch Durnovo, damals Generalgouverneur von Moskau.
Er nahm dann am Russisch-Japanischen Krieg teil. Nach seiner Ankunft am neuen Kriegsschauplatz in der Mandschurei wurde er am 1. Mai 1904 zum Adjutanten des Obersten der Kavallerie, Graf Keller ernannt. Vom 1. Oktober 1904 bis zum 11. Oktober 1905 befehligte er das 5. Chita-Kosaken-Regiment des Transbaikal-Kosakenkorps. Im Mai 1905 wurde er zum Adjutanten des Oberbefehlshabers der gegen Japan operierenden Land- und Seestreitkräfte, General Nikolai Linewitsch ernannt. Am 6. Dezember 1905 wurde er zum Oberst befördert und gleichzeitig zum Flügeladjutanten des Zaren ernannt. Am 4. September 1910 wurde er Kommandeur des finnischen 20. Dragoner-Regiments eingesetzt. Am 15. April 1911 wurde er zum Chef des Leibgarde-Kavallerieregiment ernannt und 1912 folgte die Beförderung zum Generalmajor.

### Im Ersten Weltkrieg
Im Ersten Weltkrieg kämpfte er mit seinem Kavallerieregiment unter General von Rennenkampff in Ostpreußen und wurde mit dem Orden des Heiligen Georg 4. Klasse ausgezeichnet. Mit 3. Oktober 1914 übernahm er die Führung der 1. Brigade der 1. Garde-Kavallerie-Division. Am 29. Juli 1915 wurde er zum Befehlshaber der 5. Kavallerie-Division ernannt und am 1. Januar 1916 zum Generalleutnant befördert. Mit 2. April 1916 wurde er zum Chef der 1. Garde-Kavallerie-Division und am 22. Januar 1917 zum Kommandeur des XXXIV. Armeekorps ernannt. Nach dem Misserfolg der Kerenski-Offensive im Juli 1917 und dem Durchbruch der österreichisch-deutschen Truppen nach Tarnopol wurde sein Vorgesetzter General L. G. Kornilow am 7. Juli zum Oberbefehlshaber der Südwestfront und am 19. Juli zum Oberbefehlshaber ernannt.
Im August 1917 begann Skoropadskyj auf Vorschlag Kornilows mit der „Ukrainisierung“ seines Korps, die russischen Truppenteile wurden auf andere Truppenteile aufgeteilt, der Rest als 1. ukrainisches Korps neu gebildet. Nach der Oktoberrevolution bot Skoropadskyj seine Dienste der neu installierten ukrainischen Zentralna Rada an, denn die sozialistischen Ideen der Bolschewiki blieben ihm zu radikal und inakzeptabel.

### Aufstieg zum Hetman
Nach dem Frieden von Brest-Litowsk vom 9. Februar 1918 rief die Rada die Mittelmächte um Hilfe gegen die aus Russland und dem Nordosten der Ukraine vorrückenden Roten Garden. Daraufhin marschierten deutsche Truppen am 18. Februar, österreichisch-ungarische Truppen am 28. Februar in die Ukraine ein (Operation Faustschlag). Da die Mittelmächte mit der Politik der Zentralna Rada unzufrieden waren, verhalfen sie Skoropadskyj am 29. April 1918 in einem Umsturz als Hetman zur Macht.
Das deutsche Angebot an Skoropadskyj lief auf eine Aufgabe ukrainischer Souveränität hinaus. Innenpolitisch vertrat Skoropadskyj die Interessen der traditionellen Eliten der Großgrundbesitzer, Händler und Industriellen sowie der ehemalig zaristischen Verwaltung im Land und konnte sich auch auf die orthodoxe Kirche stützen. Er nahm eine Reihe sozialer Maßnahmen und Landreformen der Rada zurück. Den Titel „Hetman“ erhielt er auf einer Versammlung der vereinigten Grundbesitzer in Kiew am 29. April 1918. Da in seiner Regierungszeit keine Wahlen abgehalten wurden, regierte Skoropadskyj diktatorisch. Die Mittelmächte erhielten freie Hand für Getreideexporte und führten auch Strafexpeditionen gegen widerständige Bauern aus.
Während der Zeit seiner Regierung kam es zu einer starken Förderung des ukrainischen Kultur- und Bildungswesens. So wurden aufgrund von Skoropadskyjs Dekreten drei neue ukrainische Universitäten gegründet, und zwar in Katerynoslaw, Kamjanez-Podilskyj und in Kyjiw. Dazu kam eine ukrainische Akademie der Wissenschaften, die erste Nationalbibliothek sowie ein Nationalarchiv, und die ukrainische Sprache wurde in das Schulsystem eingeführt. Skoropadskyj versuchte auch mit neutralen Staaten und den Nachbarn diplomatische Beziehungen aufzubauen, blieb aber bis zum Schluss vor allem von Deutschland abhängig.

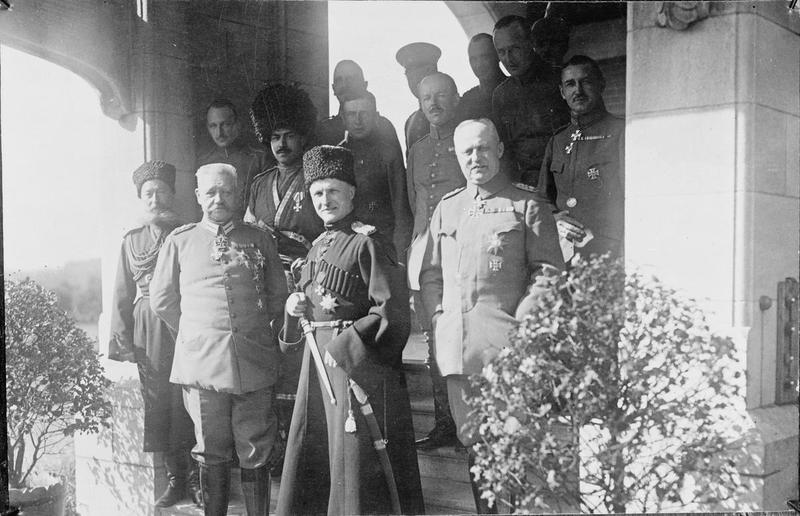
Skoropadskyj zu Gast im deutschen Großen Hauptquartier in Spa im September 1918

Skoropadskyj wurde von den deutschen Militärstellen politisch nicht ernst genommen und offen als Marionette behandelt. Für das Auswärtige Amt schien der Hetman eine nützliche Trumpfkarte bei den Verhandlungen mit Sowjetrussland zu sein. Noch Anfang November 1918, als der Hetman bei einem Zusammentreffen mit dem Kosakenataman Krasnov eine Rede mit „ausgesprochen großrussische(r) Tendenz“ gehalten hatte, musste er sich auf Veranlassung des deutschen Geschäftsträgers Johannes von Berchem öffentlich korrigieren und den ukrainischen Unabhängigkeitsgedanken betonen. Angesichts dessen, urteilt der Historiker Frank Golczewski, müsse man sich fragen, inwiefern Skoropadskyjs Regierung trotz ihrer häufig betonten Leistungen für ukrainische Einrichtungen noch als ukrainisch angesprochen werden könne.
Angesichts der sich verschlechternden Lage nach dem militärischen und politischen Zusammenbruch der Mittelmächte führte Skoropadskyj quasi einen Staatsstreich gegen sich selbst durch. Er formte ein neues Kabinett und proklamierte am 14. November 1918 eine Föderation mit einem zukünftigen nicht-bolschewistischen Russland in der Hoffnung, militärische Unterstützung von den Weißen Truppen zu bekommen. Das Direktorium der Ukrainischen Volksrepublik unter Führung von Wolodymyr Wynnytschenko organisierte den Gegenschlag, arrangierte sich mit den Mittelmächten und der sowjetrussischen Regierung und marschierte mit Truppen unter dem Kommando von Symon Petljura auf Kiew, um die Ukrainische Volksrepublik wiederherzustellen. Berchem gelang es noch, den im Zuge der deutschen Novemberrevolution in Kiew entstandenen Soldatenrat der Besatzungstruppen zu überzeugen, die Hauptstadt zu verteidigen. Aber am 28. November bzw. 4. Dezember vereinbarte der Soldatenrat einen Waffenstillstand mit dem Direktorium. Gegen Neutralität wurde am 11. Dezember den deutschen und österreichischen Truppen der Abzug gestattet. Am 14. Dezember wurde der Hetman gestürzt und vom Direktorium zum Verräter erklärt. Um ihm die Flucht zu ermöglichen, bandagierte ein deutscher Militärarzt Skoropadskyj bis zur Unkenntlichkeit. Das Auswärtige Amt stellte ihm einen Pass auf den Namen Reichoranta aus, der im Mai 1919 durch einen Pass auf seinen richtigen Namen ersetzt wurde.

### Exil
Nachdem Skoropadskyj sich anfangs noch in Kiew vor seinen politischen Gegnern verborgen hatte, emigrierte er 1919 nach Deutschland, wo er sich in der Nähe von Potsdam niederließ. Unter Ausnutzung seiner persönlichen Beziehungen zu Paul von Hindenburg und Franz von Papen sowie anderen Angehörigen des aristokratisch-konservativen Lagers versuchte Skoropadskyj, Unterstützung für einen Sturz der kommunistischen Herrschaft in der Ukraine zu gewinnen. Er und seine Anhängerschaft gehörten zur Organisation Hromada. Sie stand im Gegensatz zur Organisation Ukrainischer Nationalisten (OUN). 1935 scheiterte ein Versuch der OUN, das von Skoropadskyj in Berlin gegründete Ukrainische Wissenschaftliche Institut zu übernehmen. Während 1941 die Nationalsozialisten nach dem Überfall auf die Sowjetunion die Führer der OUN und anderer nationalistischer Emigrantengruppen aus der Ukraine in Konzentrationslagern internierten, blieb Skoropadskyj samt Mitarbeiterstab verschont.
Bei Beginn der Schlacht um Berlin floh Skoropadskyj vor der Roten Armee nach Süden und wurde am 16. April 1945 durch einen alliierten Bombenangriff auf den Bahnhof Plattling schwer verletzt. Er erlag seinen Verletzungen wenig später im Spital des Klosters Metten und wurde in Oberstdorf beigesetzt.

## Familie
Pawlo Skoropadskyj war mit Oleksandra Petrovna Durnovo (1878–1952) verheiratet. Das Ehepaar hatte vier gemeinsame Kinder – drei Töchter und einen Sohn:
- Marija (1898–1959), Gräfin Montresor
- Jelisaweta (1899–1976), Bildhauerin und Politikerin
- Danilo (1906–1957)
- Olena (1919–2014)